# Torneo de Delray Beach 2016
El Delray Beach International Tennis Championships 2016 fue un torneo de tenis que pertenece a la ATP en la categoría de ATP World Tour 250. Se disputó del 15 al 21 de febrero de 2016.

## Distribución de puntos
| Modalidad            | Campeón | Finalista | Semifinales | Cuartos de final | 2ª ronda | 1ª ronda | Clasificados | 2ª ronda de clasificación | 1ª ronda de clasificación |
| Individual masculino | 250     | 165       | 100         | 50               | 25       | 0        | 13           | 7                         | 0                         |
| Dobles masculino     | 250     | 150       | 90          | 45               | 20       | 0        | -            | -                         | -                         |

## Cabeza de serie

### Individuales masculinos
| Tenista          | Ranking | Preclasificado |
| Kevin Anderson   | 14      | 1              |
| Bernard Tomic    | 20      | 2              |
| Ivo Karlović     | 26      | 3              |
| Grigor Dimitrov  | 27      | 4              |
| Jérémy Chardy    | 28      | 5              |
| Steve Johnson    | 29      | 6              |
| Donald Young     | 48      | 6              |
| Adrian Mannarino | 49      | 8              |

- Ranking del 8 de febrero de 2016

### Dobles masculinos
| Tenista                   | Ranking | Preclasificado |
| Bob Bryan Mike Bryan      | 11      | 1              |
| Raven Klaasen Rajeev Ram  | 53      | 2              |
| Treat Huey Max Mirnyi     | 65      | 3              |
| Eric Butorac Scott Lipsky | 84      | 4              |

## Campeones

### Individuales masculinos
Sam Querrey  venció a  Rajeev Ram por 6-4, 7-6(6)

### Dobles masculinos
Oliver Marach  /  Fabrice Martin vencieron a  Bob Bryan  /  Mike Bryan por 3-6, 7-6(7), [13-11]